# オークレア (ウィスコンシン州)
オークレア（英: Eau Claire）は、アメリカ合衆国ウィスコンシン州の都市。オークレア郡の郡庁所在地である。人口は6万9421人（2020年）。市域の一部はチッペワ郡に跨がっている。
2007年に財団法人アメリカズ・プロミスから「若者の町ベスト100」のひとつに選ばれた。また、1980年に州内で初めて「ツリー・シティーズ」に認定された。

## 市名の由来
市名は市内を流れるオークレア川に由来するが、これはフランス語で「澄んだ水」を意味する。地元の言い伝えでは、雨でぬかるんだチペワ川を進んでいたフランス人探検家がオークレア川に出くわしたとき、思わず「ヴォワシ・ロー・クレール!」（澄んだ水だ!）と叫んだことに由来するという。これは市の標語で、市章にも記されている。

## 地理

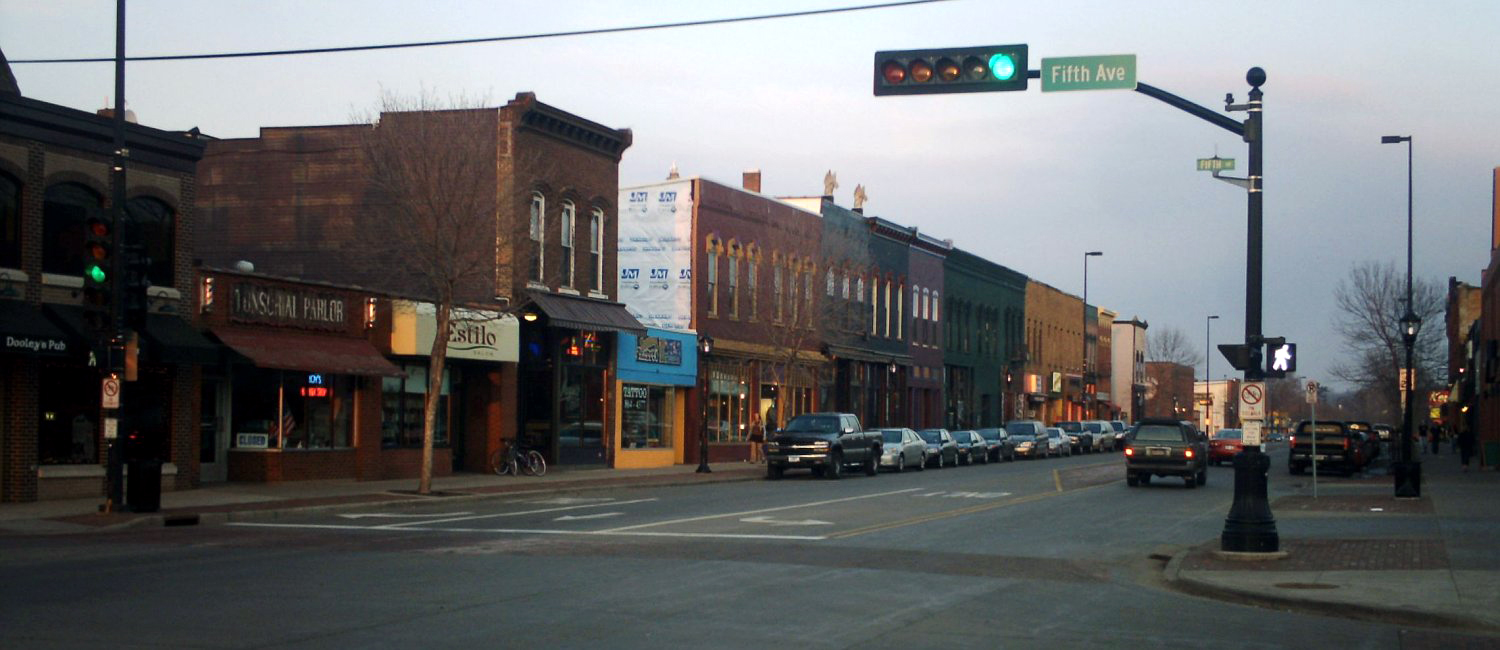
ウォーター通り

ミネアポリスとセントポールの「ツイン・シティーズ」から東に145km、ドリフトレス地帯（ウィスコンシン州南西部などに見られる峡谷地帯）の北辺に位置する。
市はオークレア川とチペワ川との合流点近くに3つの別々の村落として建設された。現在のダウンタウンの中心部もこの域内にあたる。1856年には現在の郡庁舎の対岸にウェストオークレアが建設され、1872年に市制施行された。この3km下流には木材工業のダニエル・ショー・アンド・カンパニーがショータウンを築いたが、1930年代に併合された。現市域は1950年代までに形成された。
川の浸食作用で起伏があり、市の中部から東部、南部にかけてきつい勾配がある。近年は丘陵地にも市街が拡大している。
市内にはデルズ沼とハーフムーン湖の湖沼がある。デルズ沼はダムの造営によってできた人造湖で、かつては丸太の貯蔵に活用されていた。ハーフムーン湖はチペワ川の流路にできた三日月湖である。
| 月                   | 1月 | 2月 | 3月 | 4月 | 5月 | 6月 | 7月 | 8月 | 9月 | 10月 | 11月 | 12月 | 年間 |
| -------------------- | --- | --- | --- | --- | --- | --- | --- | --- | --- | ---- | ---- | ---- | ---- |
| 平均最高気温（摂氏） | -4  | -2  | 4   | 13  | 21  | 26  | 28  | 27  | 22  | 15   | 5    | -2   | 12   |
| 平均最低気温（同）   | -15 | -13 | -6  | 1   | 7   | 13  | 16  | 14  | 10  | 3    | -3   | -11  | 1    |
| 降水量（ミリ）       | 28  | 28  | 46  | 69  | 102 | 119 | 86  | 94  | 91  | 64   | 43   | 30   | 800  |
| 出典：Weatherbase    |     |     |     |     |     |     |     |     |     |      |      |      |      |

## 人口動静

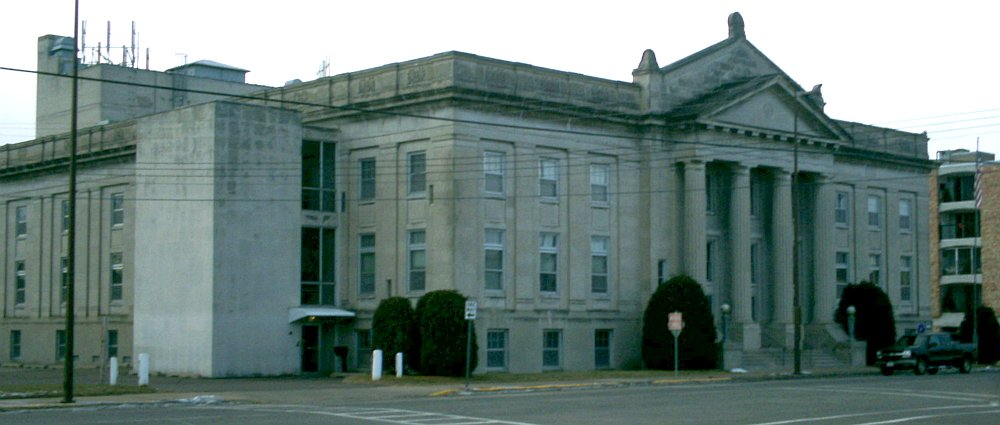
国の史跡に指定されているオークレア・フリーメイソン・センター

2000年の国勢調査によると、この市には6万1704人の2万4016世帯、1万3569家族が暮らしている。人口密度は1平方キロあたり786.8人で、平方マイルに換算すると2037.8人となる。住居数は2万4895軒で、1平方キロあたりに317.4軒（1平方マイルあたりでは822.2軒）が建っている計算になる。住民のうち白人が93.44%、アフリカ系が0.70%、先住民系が0.55%、アジア系が3.66%、太平洋諸島系が0.04%、その他の人種が0.34%、混血が1.28%を占めており、ヒスパニック（ラテン系）の割合は1.00%である。
2万4016世帯のうち27.7%は18歳以下の子供と暮らしており、44.4%は夫婦で生活している。9.3%は未婚の女性が世帯主であり、43.5%は家族以外の住人と同居している。30.0%の世帯が単身で、10.5%を独居老人の世帯が占める。1世帯あたりの平均構成人数は2.38人、家庭の構成人数は2.99人である。
住民のうち21.6%が18歳以下の未成年、22.1%が18歳以上24歳以下、26.1%が25歳以上44歳以下、18.2%が45歳以上64歳以下、11.9%が65歳以上となっており、平均年齢は29歳である。女性100人に対し男性が90.7人いる一方、18歳以上の女性100人ごとに対しては87.8人いる。
一世帯あたりの平均収入は3万6399米ドルで、家族あたりでは4万9320米ドルである。男性の平均収入は3万2503米ドル、女性の平均収入は2万3418米ドルで、労働者でない人々も含めた住民一人当たりの収入は1万8230米ドルとなる。総人口の13.6%、家族の5.5%、18歳以下の子どもの10.4%、および65歳以上の老人の7.4%は貧困線以下の収入で生計を立てている。

### 大都市圏
市は一帯のコミュニティと人口11万4483人（2000年国勢調査）のオークレア大都市圏を構成している。また国勢調査局が定めるオークレア大都市統計地域（14万8337人：同）の中核でもある。西のメノモニー大都市統計地域とともに、オークレア＝メノモニー広域都市圏も形成している（18万8195人：同）。2004年の推計ではオークレア＝チペワフォールズ大都市圏の人口は15万5680人で、大オークレア＝メノモニー広域都市圏のそれは19万7417人であった。

## 行政

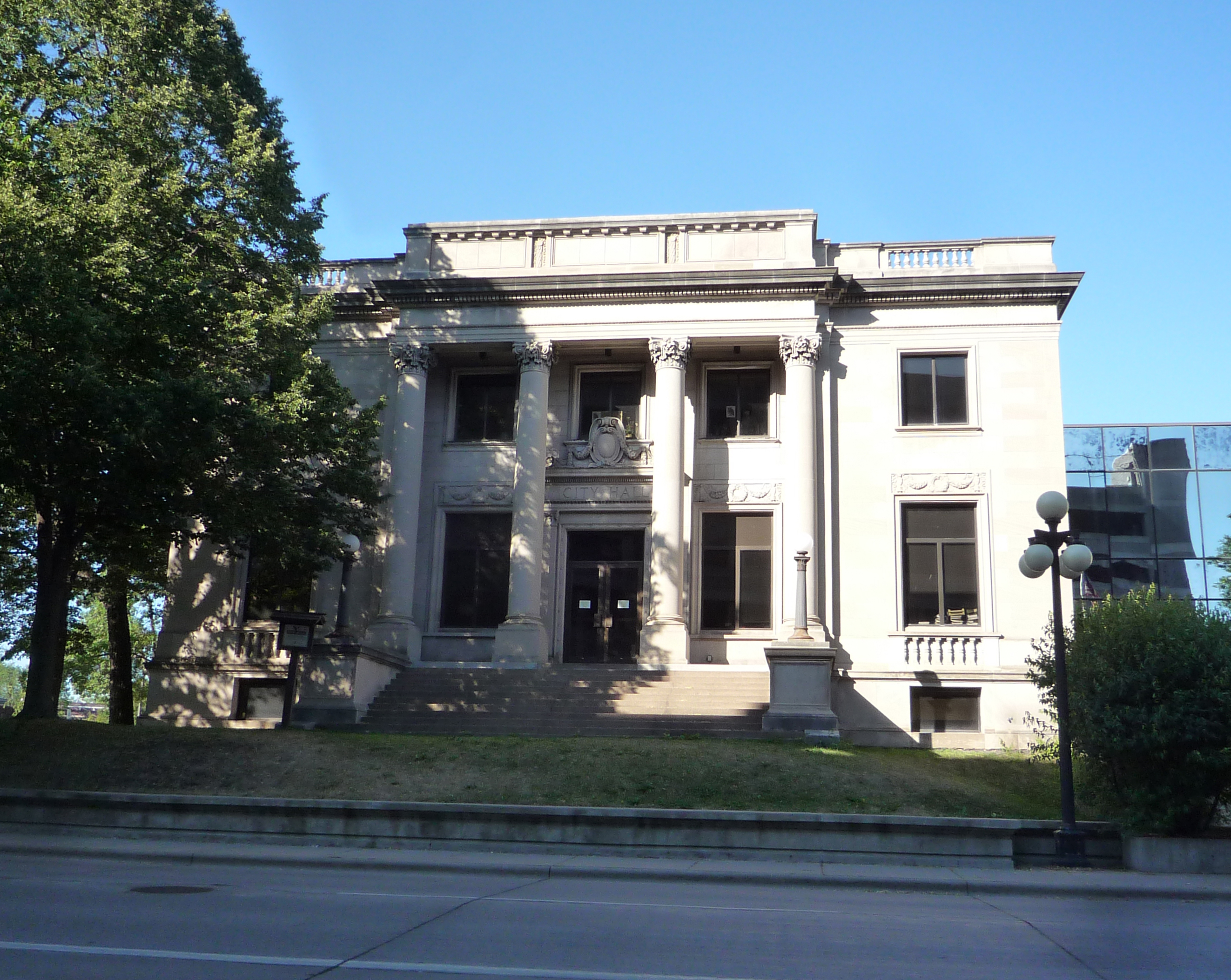
国の史跡に指定されている市庁舎

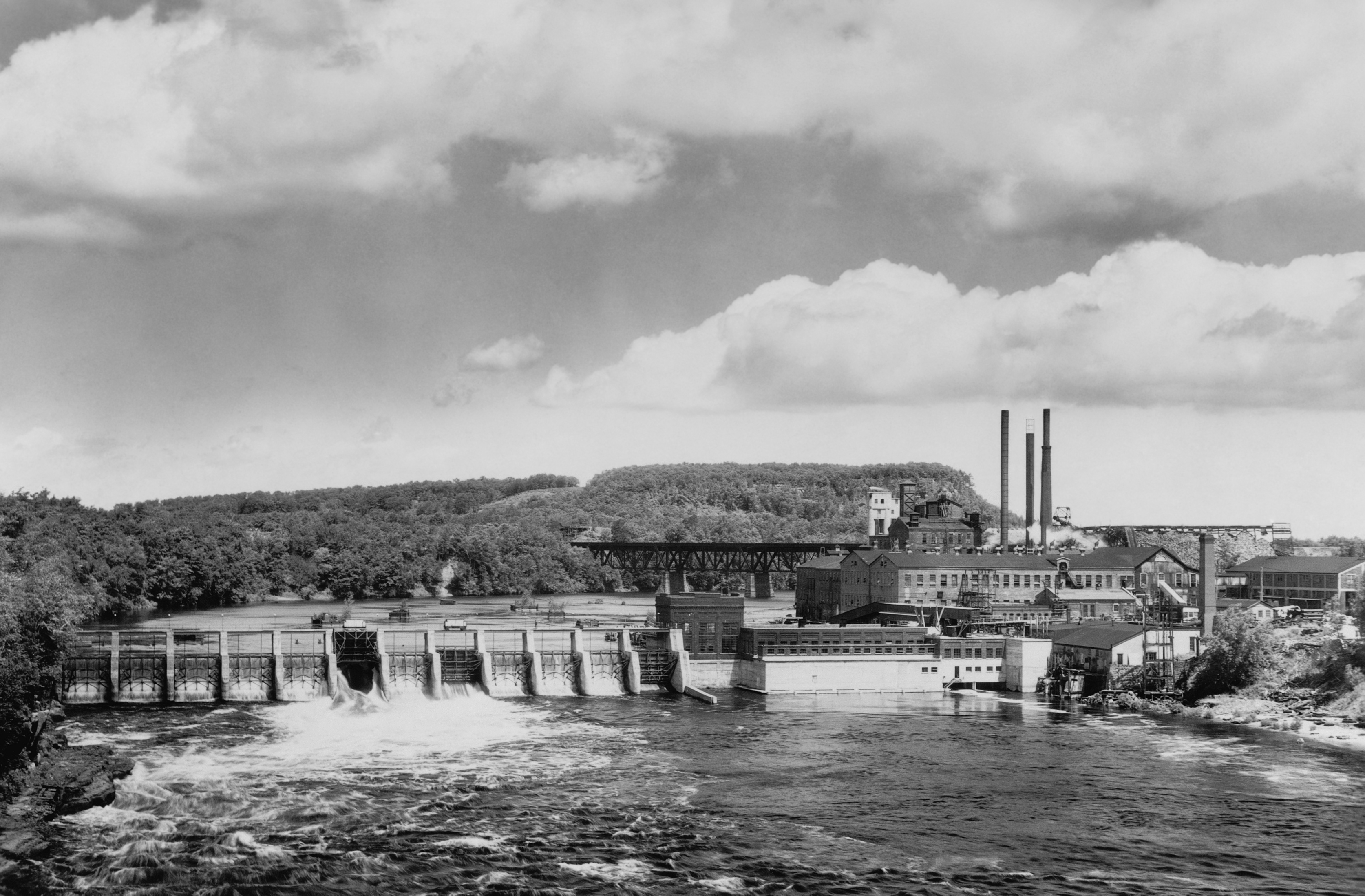
1890年から1940年ごろの製紙工場。このダムと工場は現在も稼動している

オークレア市は1948年に市長制からシティー・マネージャー制に移行した。ダウンタウンの市役所で開かれる市議会の定数は5名で、市内の5選挙区から1人ずつ選出される。議長も全市をひとつの選挙区とする普通選挙で選出される。任期は市会議員が1年、議長が2年で、議長選は奇数年にのみ行われる。

## 経済
19世紀後半のオークレアの発展を支えたのは製材業で、市内には当時22もの製材所があった。
1990年代にはタイヤ工場の閉鎖で数千人の雇用が喪失したが、市はハッチンソン・テクノロジーの工場やIDEXXラボラトリーズの子会社、IDEXXコンピューター・システムズの本社の誘致し、経済再編を成功させた
。市内にはメナーズ、カスケーズ・ティッシュ・グループ、ナショナル・プレスト・インダストリーズ、ミッドウェスト・マニュファクチャリング、エルバート・アンド・ガーバーツ、オープン＝シリコンなどの本社が置かれている。小売や医療、教育分野での雇用が多い。

## 交通

### 交通
チペワバレー地域空港がある。

### バス
オークレア・トランジットが路線バス事業を運営している。

### 主要幹線道路
- 州間高速道路94号線
- 国道12号線（クレアモント・アベニュー）
- 国道53号線（ザ・バイパス）
- 州道29号線 - 市街の北を迂回する
- 州道37号線（ヘンドリクソン・ドライブ）
- 州道85号線 - 郊外の州道37号線との交差点が終点
- 州道93号線
- 州道124号線 - 2006年に短縮され、レイクハリーが終点となった
- 州道312号線（ノース・クロッシング）

### 鉄道
ユニオン・パシフィック鉄道の貨物線が通じている。かつてはシカゴ・セントポール・ミネア・ポリス・オマハ鉄道（後にシカゴ・アンド・ノース・ウェスタン・トランスポーテーション・カンパニーに吸収合併）の所有で、1963年まではシカゴとツイン・シティーズに至る旅客列車もあった。ミネソタ・ウィスコンシン両州の交通局はオークレアにおける鉄道の旅客輸送を重視しており、2030年までに復活させる予定である。

## 教育

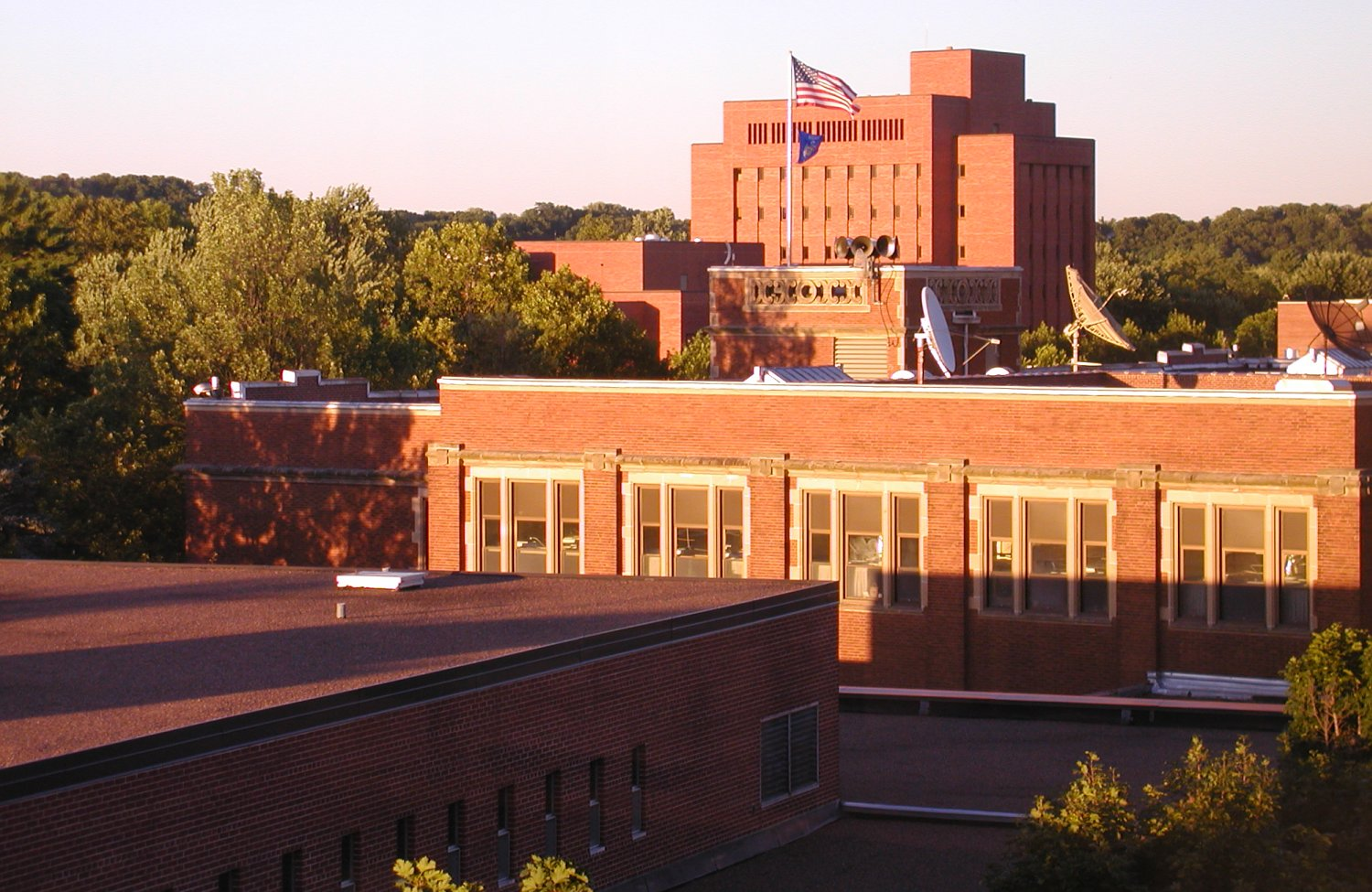
ウィスコンシン大学オークレア校

公立大学が2校（ウィスコンシン大学オークレア校とチペワバレー工業大学）と私立大学が2校（イマヌエル・ルーテル大学とグローブ大学/ミネソタ・ビジネス・スクール）ある。高校では、オークレア地域学区には公立が2校（メモリアル高校とノース高校）とチャーター・ハイ・スクールが2校（マッキンリ・チャーター・スクールとテクノロジー・チャーター・スクール）、さらに私立も2校（レジス高校とイマヌエル・ルーテル大学）ある。

## 宗教

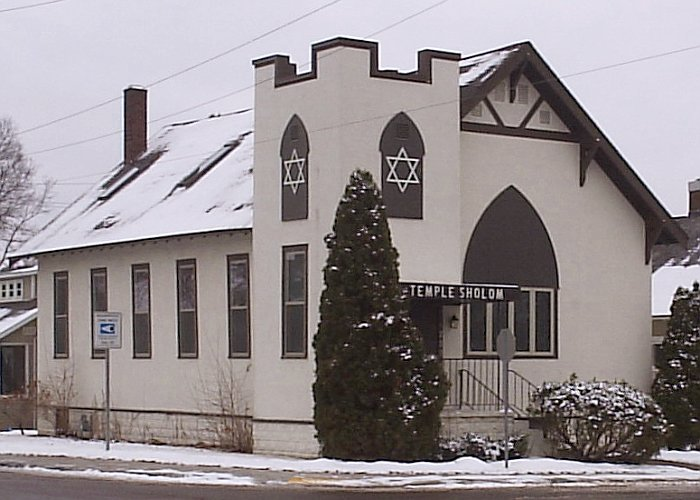
ユダヤ教のシナゴーグ

2000年に宗教データアーカイブ協会が郡内の3万9017人を対象に行った調査では、188人が無宗教を自称した。市内には多くの宗教施設がある。
- 使徒信仰教会 (Apostolic Faith) - 教会1箇所
- アッセンブリーズ・オブ・ゴッド - 教会2箇所
- バプテスト教会 - 教会8箇所（南部バプテスト連盟の1箇所を含む）
- ローマ・カトリック - 市内に教会5箇所、郊外のアルトゥーナ、エルクマウンド、ブラケットに各1箇所。ラクロス教区に属する
- クリスチャン・サイエンス - 教会1箇所
- チャーチ・オブ・クライスト - 教会2箇所
- 米国聖公会 - 教会1箇所。オークレア教区に属する
- モン・クリスチャン・アライアンス - 教会1箇所
- イスラーム - 郊外のアルトゥーナにモスク1箇所
- エホバの証人 - 同じ王国会館に教会が2箇所
- ユダヤ教 - シナゴーグ1箇所
- ルーテル教会 - 教会およそ20箇所。下記の6宗派がある
  - 福音ルーテル会議 (ELS)
  - アメリカ福音ルーテル教会 (ELCA)
  - アメリカ・ルーテル同胞教会
  - ルーテル教会ミズーリ会議 (LCMS)
  - ルーテル告白教会
  - ウィスコンシン福音ルーテル会議 (WELS)
- メソジスト - 教会4箇所（うち1箇所は郊外のアルトゥーナにある）
- メノナイト教会USA - 教会1箇所。月に2回、土曜日に会合
- モルモン教会（末日聖徒イエス・キリスト教会） - 教会1箇所
- ナザレン運動 - 教会1箇所
- ペンテコステ派 - 教会およそ10箇所
- 長老派教会 - 教会2箇所
- クエーカー（キリスト友会） - 教会1箇所
- 救世軍 - 教会1箇所
- セブンスデー・アドベンチスト教会 - 郊外のアルトゥーナとチペワフォールズには1箇所ずつあるが、市内に教会はない
- ユニテリアン・ユニヴァーサリズム - 教会1箇所[13]
- キリスト連合教会 - 教会3箇所
- キリスト教統一派 - 教会1箇所
- ウェスレー派教会 - 教会1箇所

## メディアと文化

### 活字メディア
オークレア・リーダー＝テレグラム紙は日刊2万6901部、日曜版は3万8824部の発行部数を誇る。また、隔週誌のボリューム・ワンは発行部数1万5000部で、読者は4万5000人と見積もられている。

### テレビ
ニールソン・マーケット・リサーチによると、オークレア・ラクロス地域は全米で127番目に大きいテレビ市場である。地域の主要放送局は下記の通り。
- 8ch WKBT（CBS系列）
- 13ch WEAU（NBC系列）
- 18ch WQOW（ABC系列）
- 28ch WHWC（PBS系列、公共放送）
- 48ch WEUX（Fox系列）

### ラジオ
FM局
- 88.3 WHWC ウィスコンシン州公共放送（トーク）
- 88.7 W204BP CSNインターナショナル・トランスレーター（キリスト教）
- 89.1 W206AH ファミリー・ラジオ・トランスレーター（キリスト教）
- 89.7 WUEC  ウィスコンシン州公共放送（ニュース・クラシック音楽）
- 90.5 WVCF VCYアメリカ（キリスト教）
- 91.3 WHEM ムーディー放送ネットワーク（キリスト教）
- 92.1 WMEQ-FM 「クラシック・ロック92.1」（クラシック・ロック）
- 92.9 WECL 「ザ・ビッグ・チーズ」（クラシック・ロック）
- 94.1 WIAL 「I-94」（ホットAC）
- 95.1 WQRB 「B95」（カントリー・ミュージック）
- 96.3 WHYS-LP（コミュニティ放送）
- 96.9 WJLM-LP 3ABN（キリスト教）
- 97.3 WHRC-LP 3ABN（キリスト教）
- 98.1 WISM-FM 「Mix 98.1」（ホットAC）
- 99.1 W256AE 「C105」 WCFWトランスレーター（AC）
- 99.9 WDRK Bob FM（バラエティ）
- 100.7 WBIZ-FM 「Z100」（コンテンポラリー・ヒット・ラジオ）
- 101.9 WRFP-LP（コミュニティ放送）
- 102.7 WIEC-LP（コミュニティ放送）
- 103.7 WWIB（コンテンポラリー・クリスチャン・ミュージック）
- 104.5 WAXX（カントリー・ミュージック）
- 105.7 WCFW 「C105」（AC）
- 106.7 WATQ 「ムース・カントリー106.7」（クラシック・カントリー）

AM局
- 680 WOGO（ニュース/トーク）
- 790 WAYY 「ニューストーク790」（ニュース/トーク）
- 880 WMEQ（ニュース/トーク）
- 1050 WDVM リレバント・ラジオ（キリスト教）
- 1150 WEAQ 「ESPN 1150」（スポーツ）
- 1400 WBIZ 「スポーツ・ラジオ1400」（スポーツ）

### 音楽事情

オーウェン公園のサージ・ボイド野外音楽堂。1938年にオークレア市吹奏楽団の拠点として建設されたが、いまでも市内随一のライブ会場である。国の史跡にも指定された

オークレアを中心とするチペワバレーではインディーロック、ヘヴィメタル、ハードコア・パンク、ヒップホップ、ジャムセッション、ジャズのグループやアーティストが活動している。バンドにはボン・イヴェール、ラークス、ザ・デアデイブＲ・クリストファー・ライトなどがいる。ポップ・パンクやヒップホップはオークレア発祥と主張する者もいる。
当地を拠点とするレコードレーベルのアンブル・ダウンは、これまでにザ・デアデビル・クリストファー・ライト、マイケル・ペリー・アンド・ザ・ロング・ベッズ、メリデン、ザ・ジェントル・ゲスト、ザ・クラウド・ヒム、ウィー・アー・ザ・ウィロウズ、クレーンズ・アンド・クロウズなどのアルバムをリリースしてきた。
ジャズも盛んで、年に一度、全米最高の大学のジャズクラブに授与される「ダウンビート・マガジン賞」を市内の大学が計6度受賞している。1968年からは「オークレア・ジャズ・フェスティバル」が毎年開かれている。
チペワバレーのライブ会場としては州立劇場、グランド・リトル劇場、ザ・ハウス・オブ・ロック、インフィニティー・ティーハウス、フェニックス公園、ザ・アコースティック・カフェ、ザ・ムーストラップ、ザ・キャビン（ウィスコンシン大学オークレア校のキャンパス）、ホフィーズ・スケート・アメリカ、オーウェン公園のサージ・ボイド野外音楽堂などが挙げられる。このうち、サージ・ボイド・バンドシェルでは夏の間、オークレア市吹奏楽団が家族向けの公演を行っている。
シンガーソングライターのボブ・セガーは2006年のミルウォーキー公演で、自身の曲“Turn the Page”をオークレア市内のホテルの一室で書き上げたことを明かした。
1987年にはカントリー・ジャムUSAが結成され、1990年に初ライブを行った。

### 舞台
チペワバレーにプロの劇団はないが、舞台活動は活発で、地域にとって重要な存在となっている。なかでもよく目にするのはチペバレー劇団ガイド (CVTG) とオークレアこども劇団 (ECCT) である。ウィスコンシン大学オークレア校も本格的な劇団を備えており、プロと巡業したりしている。劇場にはキェル劇場や州立劇場があるが、CVTGは2006年に、ECCTも2010年に自前の劇場を持った。

## レクリエーション

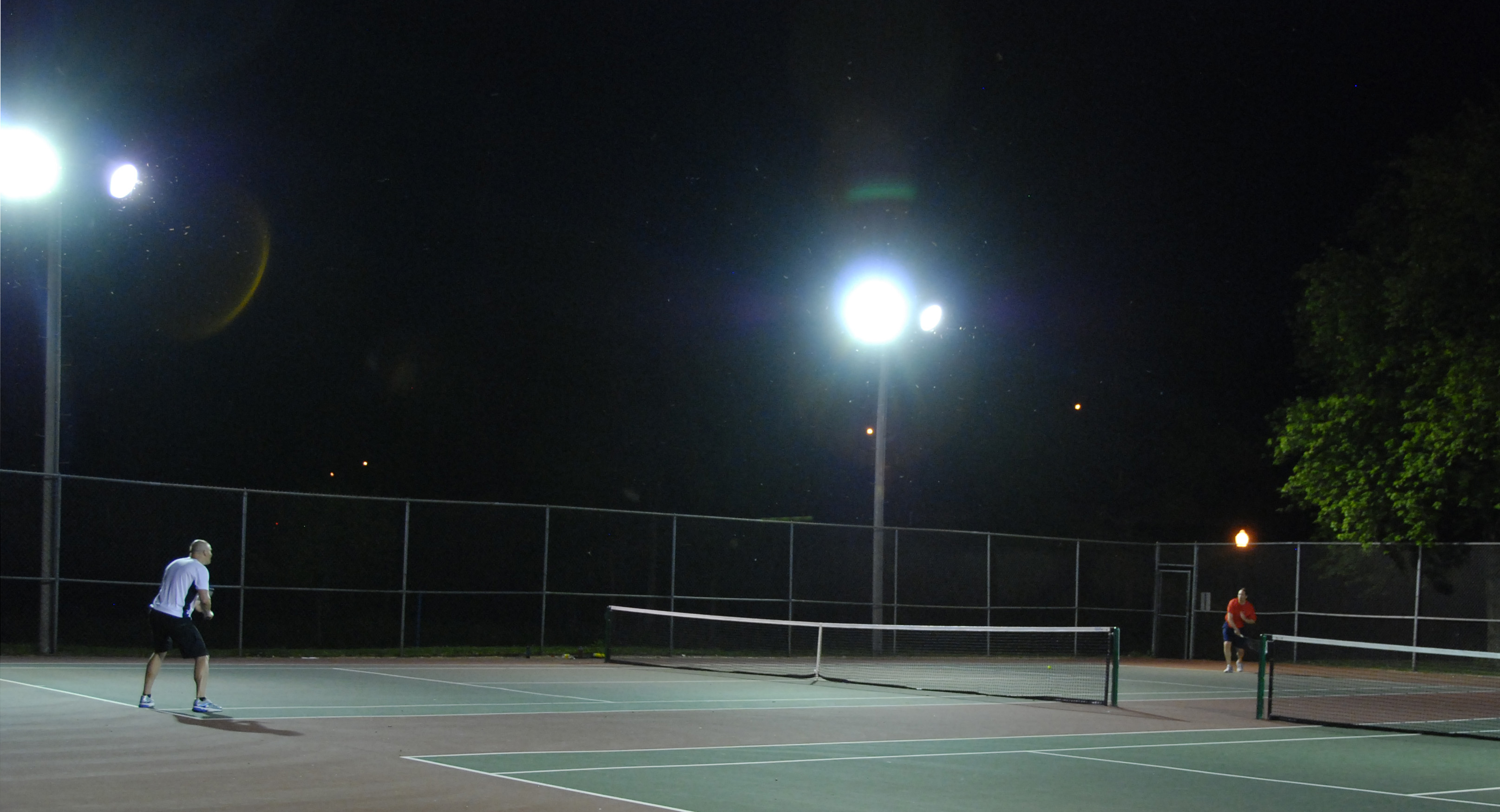
オーウェン公園のテニスコート。大学生の憩いの場でもある

市内には大きな公園がいくつもある。チペワ川の河川敷に広がるオーウェン公園には野外音楽堂があり、夏の間ライブが開かれる。ウィスコンシン大学オークレア校の東、パットナム川とナイアガラ川沿いにはパットナム公園がある。カーソン公園は三日月湖の中州に位置し、オークレア川とチペワ川との合流点にはフェニックス製鉄所を取り壊してフェニックス公園が造成された。このフェニックス公園では毎週ファーマーズ・マーケットが開かれ、夏の間はコンサート会場にもなる。リバービュー公園は水遊びやボートに人気があり、ピクニックエリアやバーベキューエリア、公衆トイレも備わっている。
公営のスポーツ施設としてはフェアファックス公共プールやホッブス市営スケートリンクなどがある。
サイクリングやレクリエーションに人気のチペワ川州立トレイルの起点でもあり、ここから下流に延びている。

## スポーツ
オークレア・エクスプレスは全米大学体育協会の夏季野球リーグであるノースウッズ・リーグに所属する野球チームで、カーソン公園を本拠地としている。同じくカーソン公園を拠点とするアマチュア野球チームにオークレア・キャバリアーズがある。ノーザン・エリート・フットボール・リーグに所属する社会人サッカーチームのチペワ・バレー・プレデターズとオークレア・クラッシュもカーソン公園で活動している。フィギュアスケートクラブというのもあり、市営スケートリンクで活動している。オークレア・ユナイテッドはミネソタ州青少年サッカー協会に所属する青少年サッカーリーグで、夏には100チームほどが参加するトーナメント大会を主催する。アマチュア野球チームのオークレア・ベアーズはチペワ・リバー野球リーグに所属する。全米クッブ選手権（木の角材を投げる、スウェーデン発祥のスポーツ）が開かれる。

## ゆかりの人物
- ロバート・アンダーソン - 海軍十字章受章者
- トマス・H・バーランド - 裁判官、ウィスコンシン州議会議員
- ジョン・バーティー - 海軍十字章受章者
- ケネス・レロイ・ボグス - 殊勲十字章受章者
- メアリー・ブラナー - チャールズ・マンソンの女友達
- スタンリー・ブリストーン - 俳優
- アルデン・カーター - 作家。アメリカ図書館協会賞受賞者
- ジャック・ディンケル - 殊勲十字章受章者
- モンセナ・ダン - 発明家
- フランク・フォックス - 海軍十字章受章者
- マイケル・グリフィン - 連邦下院議員
- スティーブ・ガンダーソン - カウンシル・オン・ファンデーションズのCEO（最高経営責任者）で、共和党の元連邦下院議員
- ケイトー・ケイリン - O・J・シンプソン事件を目撃した芸能人。ウィスコンシン大学オークレア校に在籍した
- スコット・D・レグウォルド - 州兵将軍
- ヒュー・J・マクグラス - 名誉勲章受勲者
- ジョン・メナード・ジュニア - 住宅リフォーム業の「メナーズ」設立者
- ジョン・ジョゼフ・ポール - レジス高校の開設に助力したカトリック司教
- アーサー・ピーボディー - 建築家
- ヘンリー・クリーブランド・パットナム - 木材王で博愛主義者。市にパットナム公園を譲渡した
- ジョージ・B・ショー - 連邦下院議員
- マーカス・スレーン - ノルウェーの労働運動家。1890年に当地で死去

### 音楽界
- サージ・ボイド - 指揮者。オークレア市吹奏楽団の指揮者を半世紀近くつとめた
- ジョフリー・キーザー - ジャズピアニスト
- マーク・コソワー - チェロ奏者
- ジャスティン・バーノン - シンガーソングライター。バンド「ボン・イヴェール」のリーダー
- ピーター・フィッペン - グラミー賞にノミネートされたフルート奏者[要出典]

### メディア界
- ウォルデマー・エーガー - 新聞記者、作家
- ジェス・ホーン - アナウンサー、スポーツレポーター
- アン・ランダーズ - シカゴ・サンタイムズ誌の名物コーナー「アン・ランダーズの人生相談」を受け持ったジャーナリスト。オークレア時代は郡民主党支部の支部長を務めた[19]
- ジュリー・ネルソン - ミネソタ州グリーンバレーにあるKARE-TVのアナウンサー
- アビゲイル・バン・ビューレン - 人生相談家

### スポーツ界
- ハンク・アーロン - 野球選手。1952年にオークレア・ベアーズでプレイしたのが野球選手としての始まりだった。移籍後も時折訪れており、1994年にはカーソン公園に像がお目見えした[20][21][22][23]。2006年にはジム・ドイル州知事（当時）の選挙運動の応援で、オークレアを訪れている[24][25]
- レモイン・バトソン - オリンピック選手[26]
- マイク・ペプリンスキー - オリンピック選手[27]
- ディック・バネット - バスケットコーチ。ウィスコンシン・バジャーズやワシントン・ステート・クーガーズで指導したが、オークレア・メモリアル高校でも1973年から1978年までコーチを務めた
- カブ・バック - NFL選手で、マイアミ・ハリケーンズ・フットボールのヘッドコーチ[28]
- ジェーク・ドーウェル - NHL選手[29]
- クリフォード・フェーガン - バスケットボール殿堂[30]
- マーブ・ハーシュマン - バスケットコーチ。ワシントン大学、ワシントン州立大学、パシフィック・ルーテル大学で男子バスケットボールチームを指導した
- アレックス・ヒックス - NHL選手。ウィスコンシン大学オークレア校に在学し、アナハイム・ダックス、ピッツバーグ・ペンギンズ、サンノゼ・シャークス、フロリダ・パンサーズでプレイした。同大学出身者で唯一、NHLのレギュラーシーズンとプレーオフゲームでプレイした選手である
- マイク・ヒンツ - NFL選手
- ハーム・ジョンソン - チャンプカー・ワールド・シリーズやインディ500にも出場したドライバー
- ビック・ジョンソン - MLB選手[31]
- スティーブ・リンゲンフェルター - NBA選手[32]
- ポール・メナード - NASCARにも出場したドライバー
- チャック・メンセル - NBA選手[33]
- パット・オドナフー - NFL選手。サンフランシスコ・フォーティナイナーズとグリーンベイ・パッカーズに所属した[34]
- ウィリス・S・オルソン - スキーのジャンプ選手。オリンピックにも出場した。アメリカスキー・スノーボード殿堂[35]
- シス・ポールセン - アイスホッケーとソフトボールのコーチ
- ラルフ・ポンド - 野球選手[36]
- トム・ポケット - MLB選手。カンザスシティ・ロイヤルズやボストン・レッドソックス、テキサス・レンジャーズでプレイした
- ブラッド・ラドキー - MLB選手。ミネソタ・ツインズでプレイした
- ドミニク・バーリン - NFL選手
- ビル・シュローダー - NFL選手
- ジョン・スティーゲルメイアー - サウスダコタ・ステート・ジャックラビッツ・フットボールのヘッドコーチ
- ジェリー・ウンシュ - NFL選手。タンパベイ・バッカニアーズとシアトル・シーホークスでプレイした
- リード・ゼフルク - オリンピックにも出場したスキージャンパー[37]

### 架空の人物
- バーニス - F・スコット・フィッツジェラルドの短編小説“Bernice Bobs Her Hair”のヒロイン
- ジョン・ラスク - アレクサンダー・ペインの映画『アバウト・シュミット』の登場人物。オークレアにある有名靴店のオーナー

## 姉妹都市
- リズモー（オーストラリア）[38]
- ミラマール（コスタリカ）